# جون سافاج (شاعر)
جون سافاج (بالإنجليزية: John Savage)‏ هو صحفي وشاعر أيرلندي، ولد في 13 ديسمبر 1828، وتوفي في 9 أكتوبر 1888.